# Kaparachlamys
Kaparachlamys is een geslacht van uitgestorven tweekleppigen uit de familie van de Pectinidae (mantelschelpen).

## Soort
- Kaparachlamys hectori (Hutton, 1873) †